# Thomas Dugdale
Thomas Lionel Dugdale (ur. 20 lipca 1897, zm. 26 marca 1977) – brytyjski polityk, członek Partii Konserwatywnej, minister w trzecim rządzie Winstona Churchilla.
Był synem kapitana Jamesa Lionela Dugdale'a. Wykształcenie odebrał w Eton College oraz w Sandhurst. W 1916 r. wstąpił do armii. Podczas I wojny światowej służył w szeregach Royal Scots Greys. Dugdale służył również w armii podczas II wojny światowej w szeregach Yorshire Hussars.
W 1929 r. został wybrany do Izby Gmin jako reprezentant okręgu Richmond. Był parlamentarnym prywatnym sekretarzem wielu ministrów, m.in. Stanleya Baldwina. Był również zastępcą głównego whipa rządowego. W latach 1942–1944 był przewodniczącym Partii Konserwatywnej. Stał również na czele partyjnego komitetu rolnictwa. W 1945 r. otrzymał tytuł baroneta.
Po wygranej konserwatystów w wyborach 1951 r. Dugdale otrzymał stanowisko ministra rolnictwa i rybołówstwa. Od 1953 r. był członkiem gabinetu. W 1954 r. ustąpił ze stanowiska w wyniku sprawy Crichel Down. Crichel Down była posiadłością ziemską w hrabstwie Dorset wykupioną podczas II wojny na potrzeby ministerstwa obrony. Po wojnie miała zostać zwrócona prawowitym właścicielom, ale ostatecznie przeszła w posiadanie ministra rolnictwa. Na początku lat 50. komandor George Martin, wystąpił o zwrot posiadłości, jednak spotkał się z odmową ministerstwa. Martinowi udało się jednak uzyskać wsparcie lokalnych struktur Partii Konserwatywnej oraz deputowanych z tylnych rzędów, którzy zaczęli krytykować politykę ministerstwa.
Na skutek krytyki Dugdale podał się do dymisji, a Martin wszedł w posiadanie ziemi. W 1959 r. Dugdale otrzymał parowski tytuł 1. barona Crathorne i zasiadł w Izbie Lordów. Zmarł w 1977 r.
Jego żoną była Nancy Tennant, córka sir Charlesa Tennanta, 1. baroneta. Ich ślub odbył się w 1936 r. Ich najstarszym synem był James Dugdale, 2. baron Crathorne.